# Power (serial telewizyjny)
Power – amerykański dramat kryminalny, serial telewizyjny stworzony przez Courtney Kemp Agboh i wyprodukowany przez Curtisa Jacksona. Serial jest emitowany od 7 czerwca 2014 roku przez stację Starz.
11 czerwca 2014 roku, stacja Starz zamówiła 2 sezon serialu.
21 lipca 2016 roku, stacja Starz zamówiła 4 i 5 sezon serialu.
13 marca 2017 roku, stacja Starz przedłużyła serial o szósty sezon, który będzie serią finałową.

## Fabuła
Serial skupia się na Jamesie „Ghost” St. Patricku, bogatym właścicielu klubu nocnego w Nowym Jorku, który planuje stworzyć sieć klubów. Jest jeden mały problem, James prowadzi podwójne życie. Ghost jest nie tylko właścicielem klubu, ale także szefem najpotężniejszej organizacji przestępczej w Nowym Jorku zajmującej się handlem narkotykami. Taka działalność jest coraz większym zagrożeniem dla jego bliskich.

## Obsada
- Omari Hardwick jako James „Ghost” St. Patrick[6]
- Naturi Naughton jako Tasha St. Patrick, żona Jamesa i wspólniczka w interesach[7]
- Joseph Sikora  jako Tommy Egan, najlepszy przyjaciel Jamesa i partner w interesach[7]
- Curtis Jackson jako Kanan
- Lela Loren jako Angela Valdes, stara miłość Jamesa[7]
- Sinqua Walls jako Shawn, ochriniarz Ghosta[8]
- Kathrine Narducci jako Frankie, prokurator[8]
- Adam Huss  jako Josh Kantos, nowy menadżer w klubie Jamesa[8]
- Leslie Lopez jako Pink Sneakers
- Luis Antonio Ramos jako Ruiz
- Vinicius Machado jako Nomar Arcielo
- Shane Johnson jako Cooper Saxe
- David Fumero jako Miko Sandoval[9]
- Rotimi Akinosho jako Dre, protegowany Kanana[10]

## Role drugoplanowe
- Diane Neal jako Cynthia Sheridan, organizatorka imprez[11]
- Victor Garber jako Simon Stern, właściciel klubu[12]
- Sonya Walger jako Madeline Stern, żona Simona[12]
- Andy Bean jako Greg
- Audrey Esparze jako Liliana
- Debbi Morgan jako Estelle
- Dominic Colon jako Anibal
- Elisabeth Röhm jako Cynthia
- Enrique Murciano jako Lobos
- Greg Serano jako Medina
- J.P. Serret jako Sabueso
- J.R. Ramirez jako Julio
- Lala Vazquez jako LaKeisha Grant
- Lucy Walters jako Holly
- Jerry Ferrara[13]

## Odcinki
| Sezon | Sezon | Odcinki | Oryginalna emisja Starz | Oryginalna emisja Starz | Oryginalna emisja | Oryginalna emisja | Oryginalna emisja |
| Sezon | Sezon | Odcinki | Premiera sezonu         | Finał sezonu            | Premiera sezonu   | Finał sezonu      |                   |
| ----- | ----- | ------- | ----------------------- | ----------------------- | ----------------- | ----------------- | ----------------- |
|       | 1     | 8       | 7 czerwca 2014          | 2 sierpnia 2014         | brak danych       | brak danych       |                   |
|       | 2     | 10      | 6 czerwca 2015          | 15 sierpnia 2015        | brak danych       | brak danych       |                   |
|       | 3     | 10      | 17 lipca 2016           | 25 września 2016        | brak danych       | brak danych       |                   |
|       | 4     | 10      | 25 czerwca 2017         | 27 sierpnia 2017        | brak danych       | brak danych       |                   |
|       | 5     | 10      | 1 lipca 2018            | 2 września 2018         | brak danych       | brak danych       |                   |
|       | 6     | 15      | 25 sierpnia 2019        | 9 lutego 2020           | brak danych       | brak danych       |                   |